# Spišská Sobota
Spišská Sobota (polsky Spiska Sobota, německy Georgenberg, maďarsky Szepesszombat, latinsky Forum Sabathi nebo Mons Sancti Georgii) je bývalé významné spišské trhové město, od roku 1946 je částí města Popradu. Rozkládá se na pravém břehu Velického potoka a nad řekou Poprad, v severovýchodní části Popradu, v nadmořské výšce 665 metrů. Ve Spišské Sobotě žije přibližně 3 000 obyvatel.
Spišská Sobota má velmi dobře zachovalé historické centrum, v roce 1950 vyhlášené městskou památkovou rezervací, jejíž hranice byly rozšířeny roku 2002. Náměstí s radnicí a kostelem obklopují gotické, renesanční i barokní měšťanské domy.

## Dějiny
Tržní osada podle archeologických nálezů existovala od 12. století a byla roku 1241 zničena při vpádu Tatarů. První písemná zmínka o obci pochází z listiny uherského krále Bély IV. z roku 1256, jíž připojuje hraniční obec Gánovec, kterou podle historického výzkumu založili kolonizátoři ze Saska již předtím. V roce 1271 byla Spišské Sobotě udělena městská privilegia. Roku 1380 jí král Ludvík I. z Anjou udělil právo týdenního trhu každou sobotu. Odtud byl odvozen jeho současný název. V dějinách patřila mezi pět nejvýznamnějších (takzvaná Pentapolis) ze svazku 24 hornospišských měst, a bylo později okresním městem Spišské stolice v horních Uhrách.
V roce 1567 získalo město jarmareční právo. Bylo centrem řemesel: ze samostatných cechů vynikl řeznický, obuvnický, krejčovský, kožešnický, knoflíkářský, kováři a sdružený cech kamenický a zednický), obchodu i kulturního života. Díky své výhodné poloze se vyvinulo na trhové město (odtud i název) a od příchodu německých kolonistů na Spiš konkurovalo nejvýznamnějším městům. Roku 1614 pentapolis na Spiši utvořila jednotnou meziměstskou organizaci cechů na ochranu řemesel před největšími konkurenty, jakými tehdy byly Levoča a Kežmarok. Sídlem cechmistra byla právě Spišská Sobota. Od roku 1412 až do roku 1772 město patřilo do Spišského starostovstva, jak se pentapolis slovensky nazývala.
V roce 1647 udělil římský císař Ferdinand III. městu právoplatný městský znak s postavou sv. Jiřího na štítu, jde o mluvící znak Vrch svatého Jiří, odvozený z latinského Mons sancti Georgii a německého názvu města Sankt Georgenberg. Originál pergamenové listiny s malovaným znakem se dochoval v místním archivu. Největší hospodářský rozvoj byl zaznamenán v 17. století; v roce 1773 bylo ve městě registrováno 126 řemeslnických mistrů. Jako jediné spišské město mělo již v roce 1821 knihkupectví, tiskárna byla zase v Kežmarku.
V roce 1876 se město stalo sídlem služebního obvodu, okresního soudu a daňového úřadu. Zmeškalo však nástup železnice, která byla zavedena roku 1871 do Popradu, i průmyslu. To na druhé straně bylo výhodou pro zachování původní historické zástavby. V roce 1946 byla Spišská Sobota připojena k Popradu. Po druhé světové války zde začala výstavba nové městské části Nižany.

## Památky

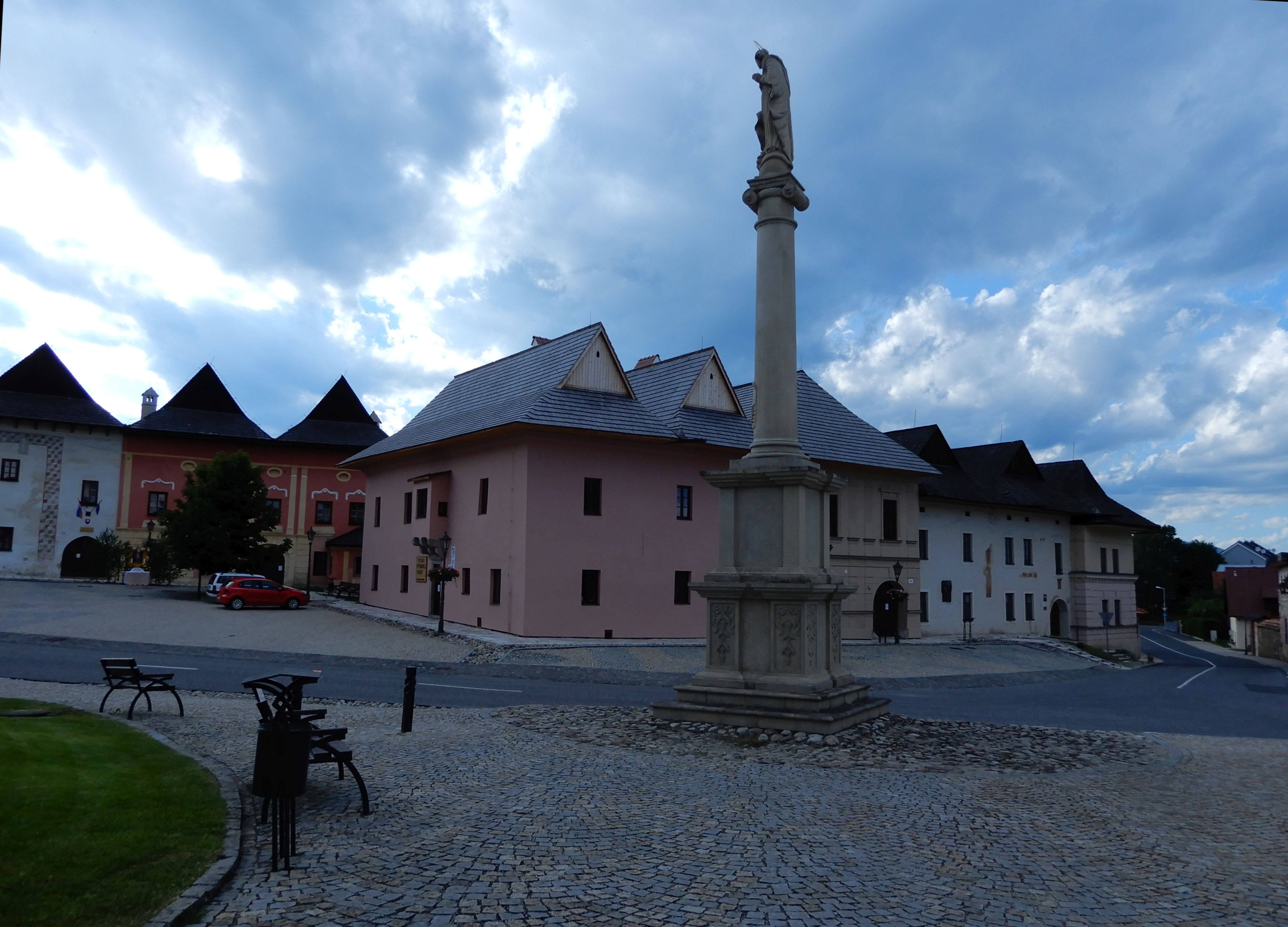
Spišská Sobota, střed náměstí s mariánským sloupem

Město má podélný vidlicový půdorys průjezdní tržní osady. Centrum tvoří po roce 1950 rekonstruované náměstí. Uprostřed stojí špalíček staveb, tvořený gotickým kostelem sv. Jiří, renesanční zvonicí z roku 1598, mariánským sloupem a radnicí.
- Kostel sv. Jiří má románské základy presbytáře z roku 1273, dvoulodí je sklenuté na střední sloupy a bylo dokončeno roku 1464 v pozdně gotickém slohu pod vedením Jana z Levoče. Má pět gotických křídlových oltářů a jeden oltář pozdně barokní. Hlavní oltář z roku 1516 vyniká trojrozměrnou monumentální dřevěnou sochou sv. Jiří v boji s drakem, pochází z dílny Mistra Pavla z Levoče. Na břevnu triumfálního oblouku je vztyčena pozdně gotická dřevořezba tří křížů s ukřižovaným Kristem mezi dvěma lotry. Raně barokní řezbářství v chrámu dokumentují chórová přepážka, dvě řady chórových lavic, výzdoba kazatelny a vyřezávaná výzdoba kolem skříně varhan z roku 1662. Varhany jsou široké 780 centimetrů, mají 814 píšťal. Kamenná gotická křtitelnice pochází ze 14. století a má měděný barokní poklop. Pastoforium s výklenkem pro ciborium, krytým mřížkou je ozdně gotické z roku 1464. Na sloupu v presbytáři visí barokní epitaf rodiny řezbáře Pavla Grosse.

Celková rekonstrukce kostela a zvonice proběhla v letech 2000–2008 pod vedením faráře dp. Michala Liptáka.
- Mariánský morový sloup byl vztyčen po roce 1680, je kopií z roku 2009. Originál sochy Panny Marie Imakulaty je vystaven ve zvonici. Chrámový interiér a zvonice jsou prohlídkovým okruhem s průvodcovskou službou.
- Kaplička sv. Anny byla postavena na začátku 16. století.
- Klasicistní evangelický kostel z roku 1777 stojí na opačném konci náměstí.
- významné domy na náměstí:
  - Gotický dům čp. 31, ve němž byl roku 1474 ubytován král Matyáš Korvín. Na jeho počest zde byla zasazena pamětní deska
  - Měšťanský dům čp. 33, sídlo Podtatranského múzea v Popradě - pobočky Spišská Sobota[3]
  - Renesanční dům – sídlo pobočky Okresního archivu
  - Barokní rodný dům sochaře Jana Brokoffa
  - Dům Morice Beňovského
- Obelisk v parku na náměstí byl postaven roku 1848 na památku vítězství Maďarů nad slovenským povstalci Lájoše Košúta, jež připomínají maďarské nápisy na bočních stranách soklu, a obnoven na památku obětem 1.světové války roku 1921.

Mezi renesančními domy vede od kostela úzká ulička ke starodávnému hřbitovu.

## Vzdělávání

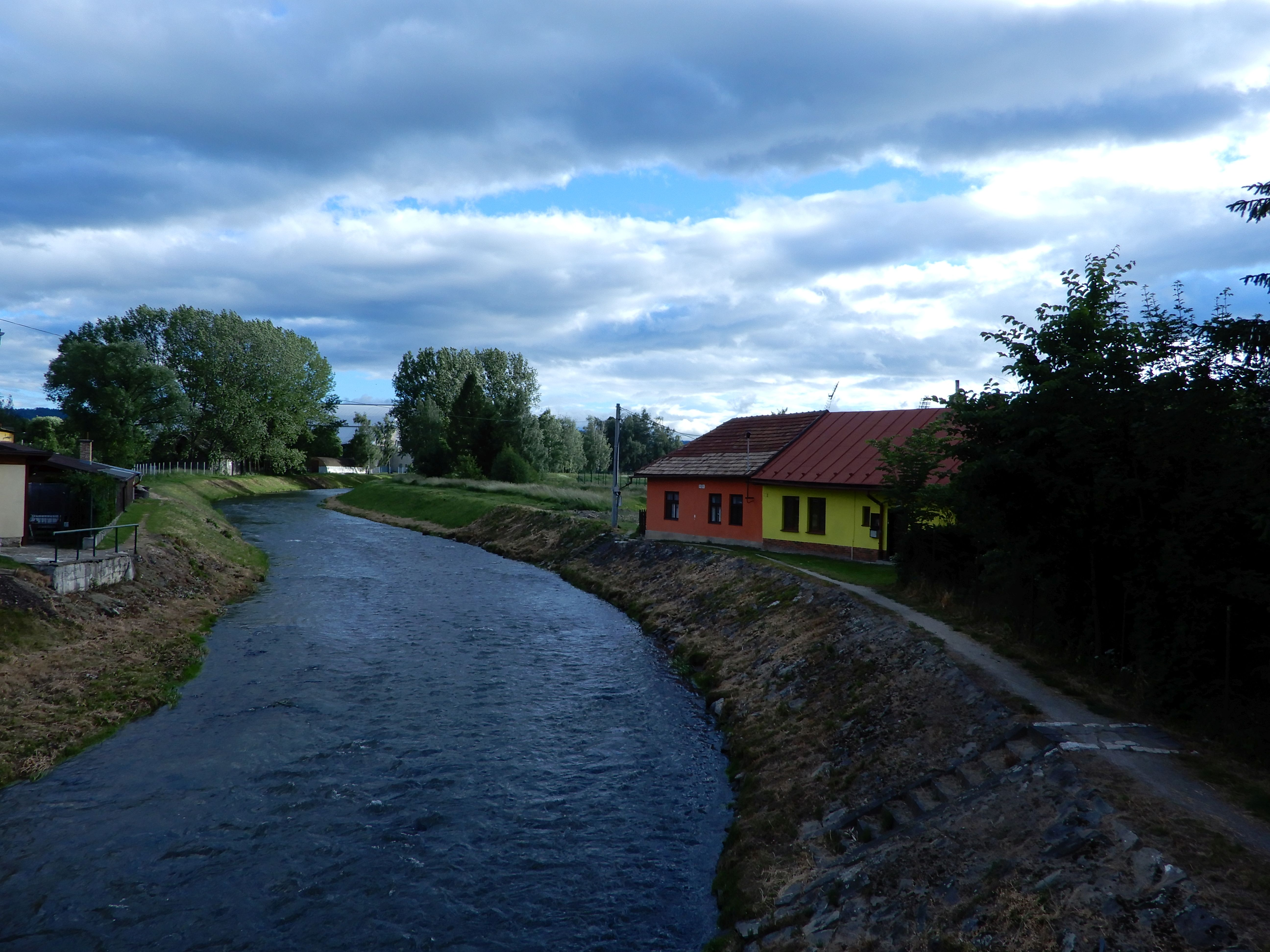
Spišská Sobota, řeka

Vedle hřbitova se nachází základní škola s hokejovými a plaveckými třídami a hřištěm.

## Sport
Město má bohatou sportovní tradici, zejména v atletice, horolezectví, tenise, hokeji a krasobruslení.

## Osobnosti
- Samuel Augustini ab Hortis (1729–1792), evangelický kněz a přírodovědec
- Ľuboš Bartečko, slovenský hokejista
- Jan Brokoff, český sochař doby barokní
- Peter Bondra, slovenský hokejista
- Ján Gallovič, slovenský herec
- Martin Novák (také Martin Novatius), slovenský spisovatel
- Tibor Sekelj, esperantista
- Ján Stempel, architekt
- Radoslav Suchý, slovenský hokejista
- Móric Beňovský, dobrodruh, cestovatel

## Galerie

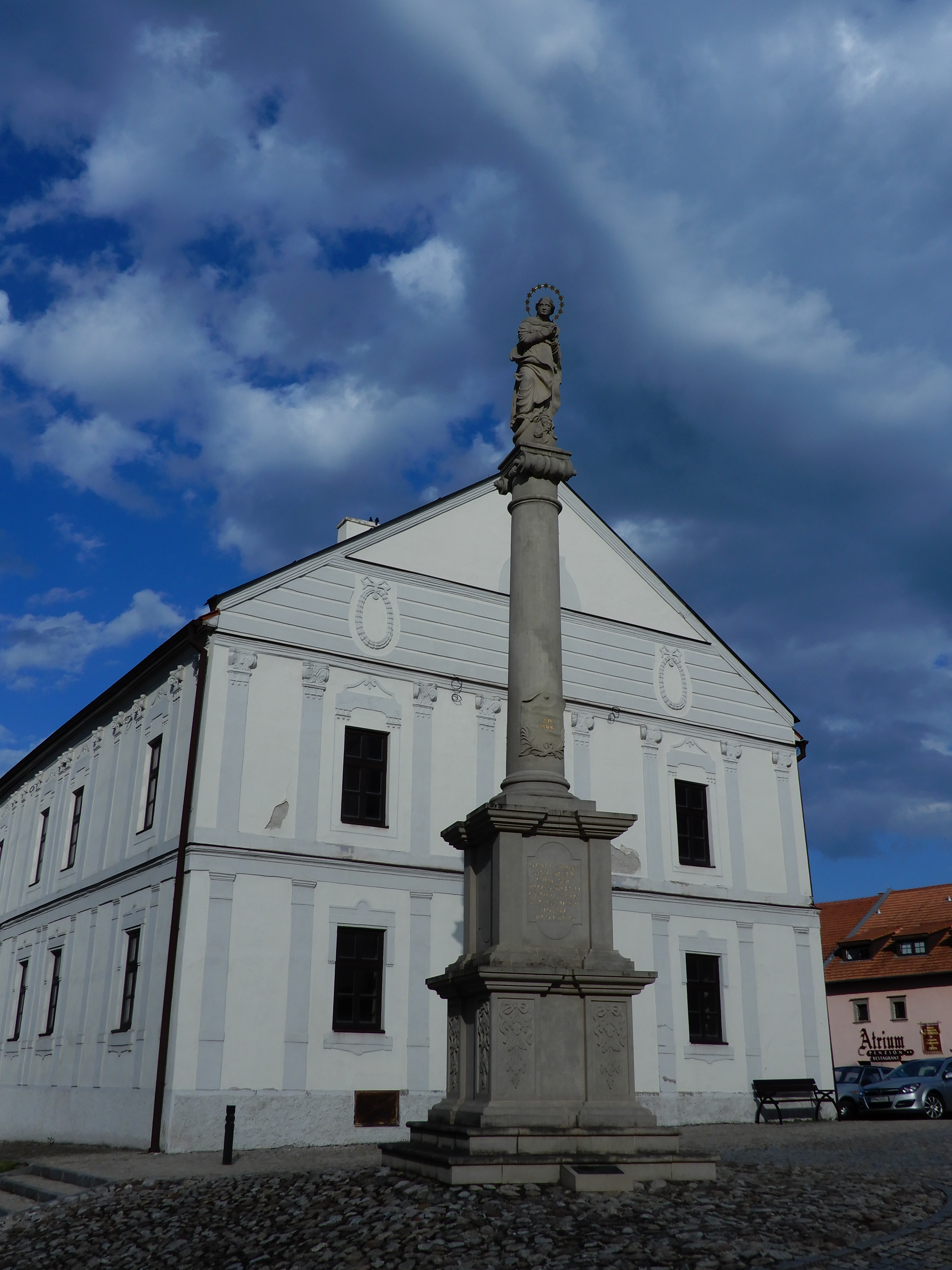
Radnice s mariánským sloupem
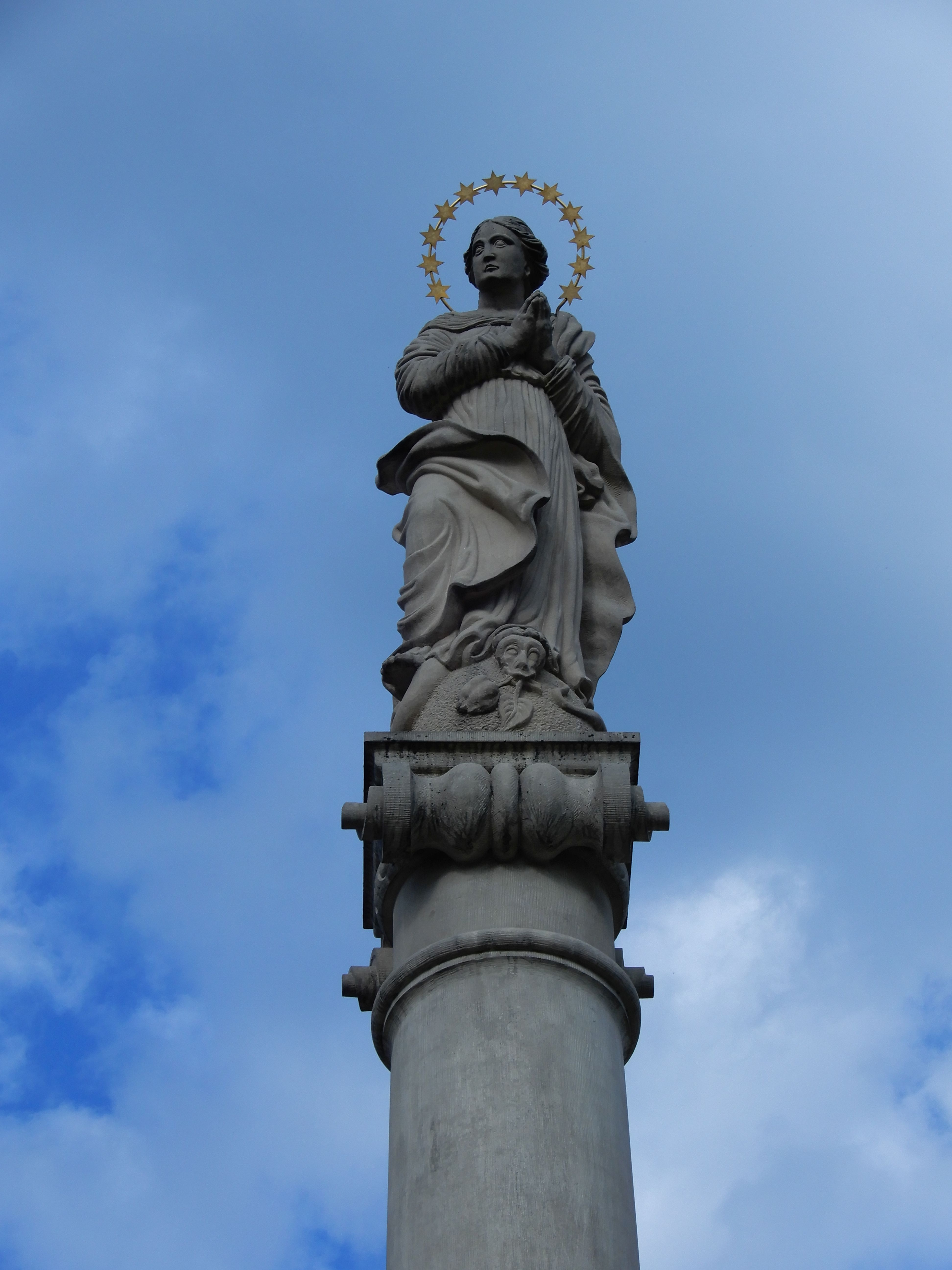
Barokní socha Panny Marie z mariánského sloupu
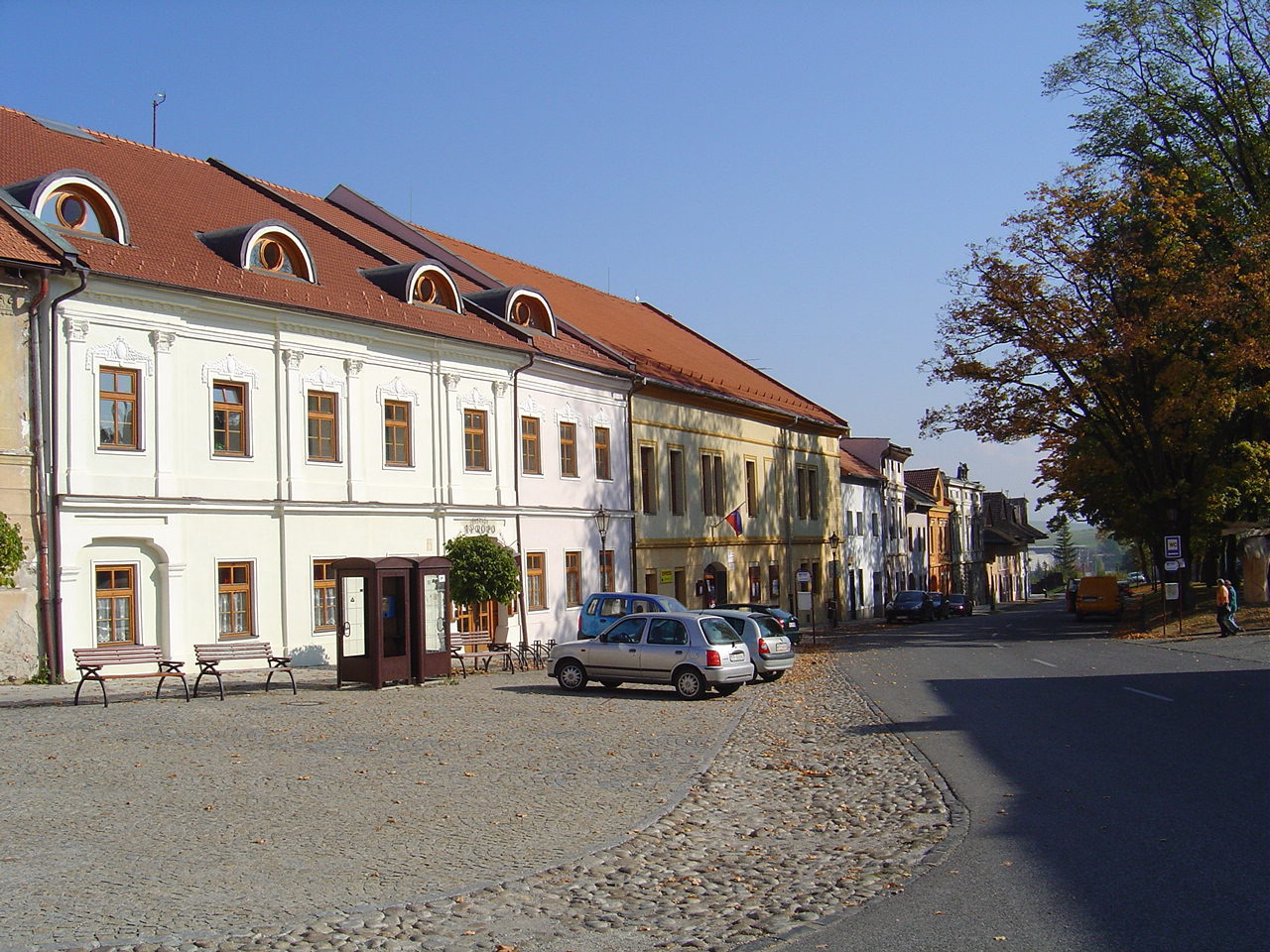
Náměstí ve Spišské Sobotě
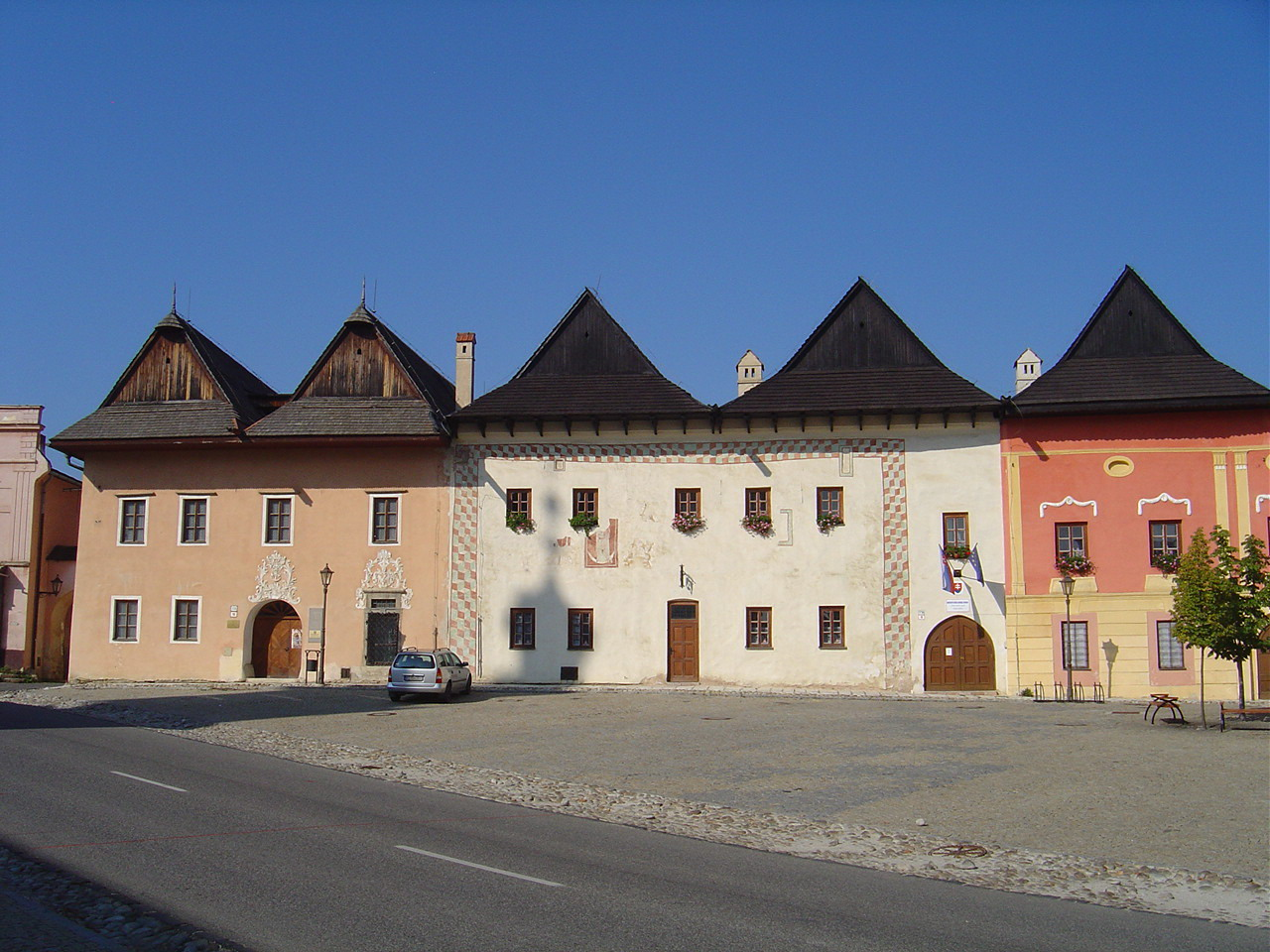
Náměstí ve Spišské Sobotě
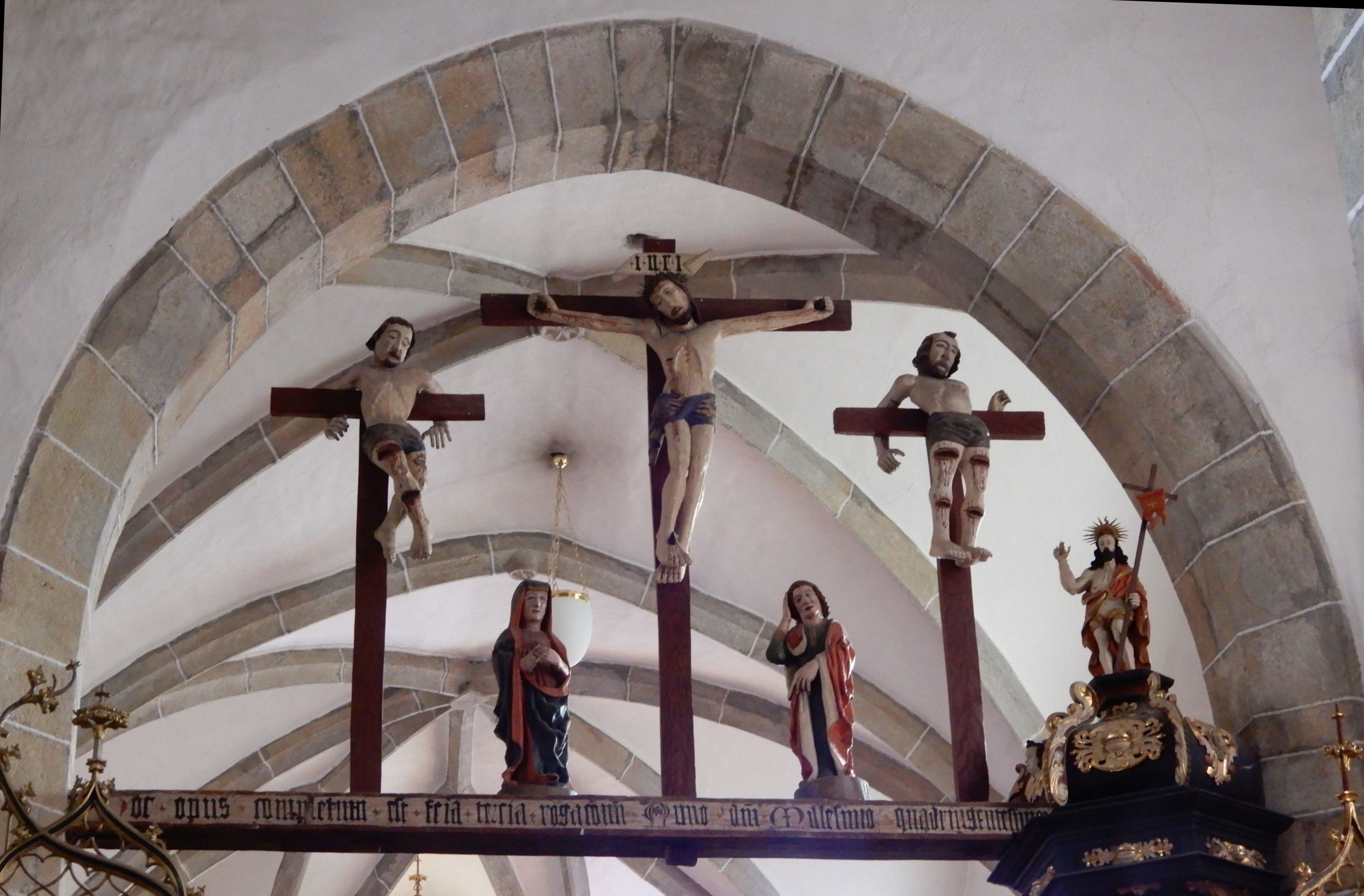
Kostel sv. Jiří, gotická kalvárie, 1464